# Stenopogon flavibarbis
Stenopogon flavibarbis là một loài ruồi trong họ Asilidae. Stenopogon flavibarbis được Enderlein miêu tả năm 1934.